# Peter Higgins
Peter Higgins (Reino Unido, 16 de noviembre de 1928-8 de septiembre de 1993) fue un atleta británico, especializado en la prueba de 4x400 m en la que llegó a ser medallista de bronce olímpico en 1956.

## Carrera deportiva
En los JJ. OO. de Melbourne 1956 ganó la medalla de bronce en los relevos 4x400 metros, con un tiempo de 3:07.2 segundos, llegando a meta tras Estados Unidos y Australia (plata), siendo sus compañeros de equipo: Derek Johnson, John Salisbury y Michael Wheeler.